# Latrodectus curacaviensis
Latrodectus curacaviensis är en spindelart som först beskrevs av Cornelius Herman Muller 1776.  Latrodectus curacaviensis ingår i släktet änkespindlar, och familjen klotspindlar. Inga underarter finns listade i Catalogue of Life.